# 九品寺 (台東区)
九品寺（くほんじ）は、東京都台東区にある浄土宗の寺院。

## 歴史
1598年（慶長3年）、吟誉によって開山された。1629年（寛永6年）、天誉吟徹が中興した。1657年（明暦3年）の明暦の大火の犠牲者供養のため、天誉吟徹は1660年（万治3年）に阿弥陀如来像を造立した。これが「九品寺大仏」である。
正徳の治を主導した間部詮房は、当寺を菩提寺に指定した。以降の間部家は当寺の有力檀家として支えてきた。かつては寺内に間部一族の墓があったが、現在は多磨霊園の一角に移転している。
1923年（大正12年）の関東大震災や1945年（昭和20年）の空襲で焼失し、その都度再建している。
1953年（昭和28年）に幼稚園「花川戸幼稚園」を開設した。1977年（昭和52年）に保育園「花川戸保育園」に転換している。

## 文化財
- 銅造阿弥陀如来坐像（台東区有形文化財 平成4年度登載）[3]

## 交通アクセス
- 浅草駅より徒歩約6分（経路案内）。